# Copris bidens
Copris bidens là một loài bọ cánh cứng trong họ Bọ hung (Scarabaeidae).